# Isla de La Roqueta
La Roqueta es una isla mexicana localizada al SO de la bahía de Acapulco, Guerrero, muy cerca de las playas de Caleta y Caletilla de esa ciudad, las cuales junto con la playa principal de la isla conforman uno de los lugares de mayor popularidad en el puerto como destino de sol y playa.  La isla es administrada y protegida por la Secretaría de Marina desde el año de 1981. Se cuenta con un proyecto avanzado (2019) de declaratoria de  área natural protegida de ámbito federal con una superficie total de 425-70-69 hectáreas, de las cuales un 85% están representadas por la zona marina adyacente.

## Geografía

### Localización y extensión
La isla de La Roqueta se encuentra ubicada al SW del puerto de Acapulco, teniendo como coordenadas UTM 403,094 m E y 1,860,134 m N en su punto central. Se trata de una isla de margen continental de origen volcánico compuesta principalmente por rocas ígneas intrusivas, presentando un eje E-W con una longitud máxima de 1,800 m y un eje NE-SW con un ancho máximo de 696 m; la superficie de la zona emergida contabilizando los islotes y arrecifes rocosos cercanos es de 66-67-25 hectáreas. Se encuentra separada de la masa continental cercana representada por las playas de Caleta y Caletilla -distantes unos 800 metros- por medio de un canal marino de casi dos kilómetros de longitud y profundidad media de 25 metros denominado localmente como el Canal de Bocachica.

### Clima
El clima de Acapulco y sus áreas adyacentes puede describirse basándose en la clasificación de Köppen modificada por García (1987) es de tipo Aw1(w)w”, que corresponde a un clima caliente tipo sabana, el más húmedo de los subhúmedos, con lluvias en verano y porcentaje de lluvias invernales menores al 5%, isotermal por presentar una oscilación de temperaturas medias mensuales menor al 5% y con presencia de canícula o sequía interestival 
Lluvias torrenciales se presentan durante el verano entre los meses de mayo a noviembre.  El promedio de días nublados es de 72 al año. La oscilación térmica es de 0.6 °C entre 26.5 °C y 27.1 °C. La temperatura media anual es de 26.5 °C y se reconoce que la presencia del mar juega un papel importante como regulador térmico local
Los vientos dominantes tienen dirección W-SW en los meses de enero a junio y sólo del W-NW en los meses agosto, octubre y noviembre, presentan velocidad entre 2.52 y 8.64 km/h, periodo en el que se presentan los ciclones debido a que el continente ostenta mayor temperatura y menor presión y el océano menor temperatura y mayor presión por lo que el viento se desplaza del mar hacia la tierra firme

## Biología

### Flora

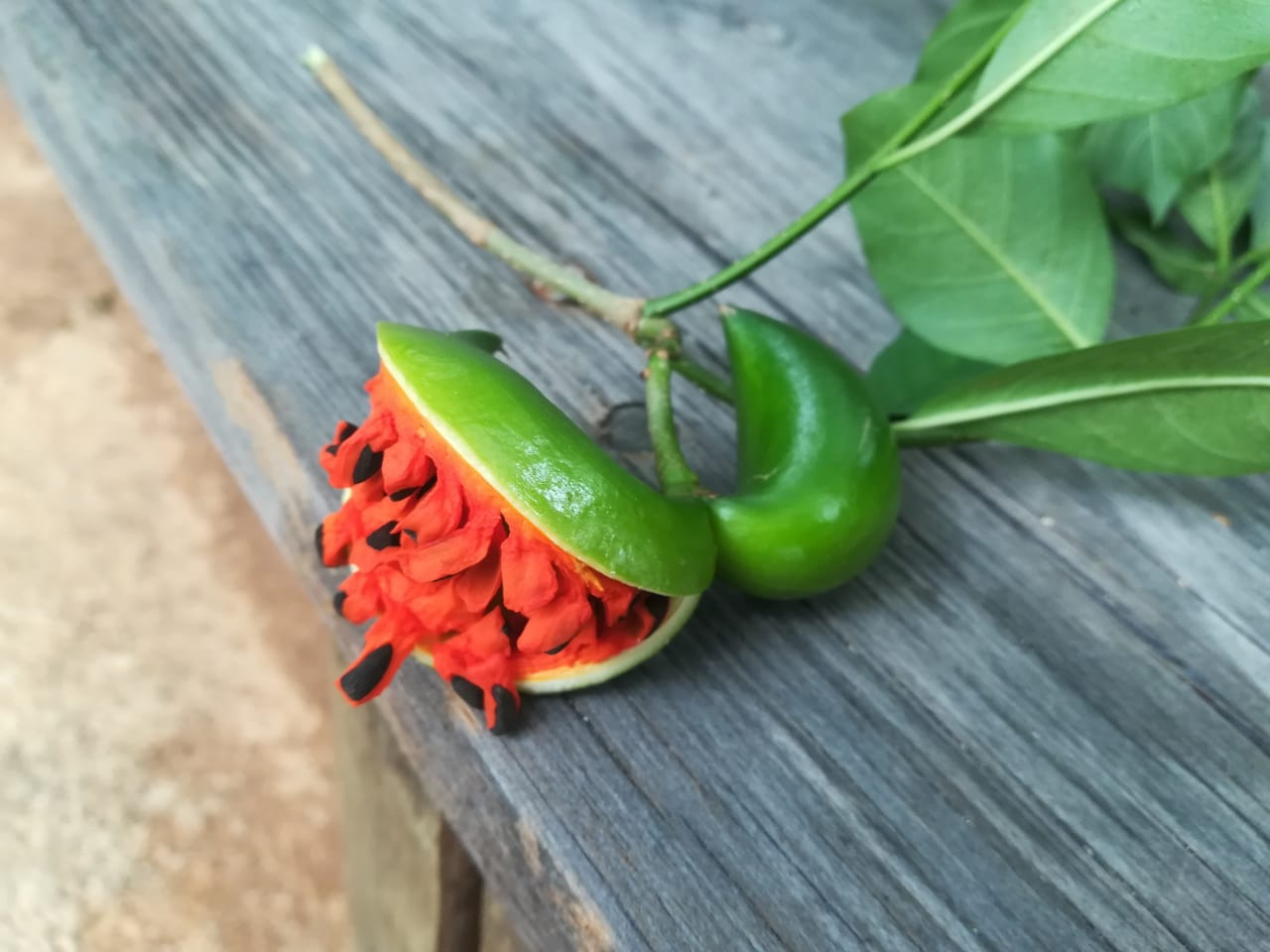
Huevo de gato

La vegetación predominante en la isla La Roqueta corresponde a un bosque tropical subcaducifolio, comunidad vegetal donde la pérdida de follaje no es tan drástica como en la selva baja caducifolia, pues no obstante que más de la mitad de sus componentes dominantes se desprenden de su follaje en una temporada del año, muchos de ellos no se quedan completamente defoliados o la pérdida de sus hojas es por un período breve, por lo que mantiene cierto verdor durante todo el año; otra característica distintiva es que muchos de sus componentes llegan a alcanzar alturas que oscilan entre los 25 y 30 m. La isla presenta además una zona con vegetación típica de la selva baja caducifolia en una franja de aproximadamente 20 metros alrededor de la zona baja de la isla. La cobertura vegetal se estima en 43-60-90 hectáreas con un total de 162 especies de plantas terrestres; se tiene un registro además de 71 especies de algas marinas

### Fauna

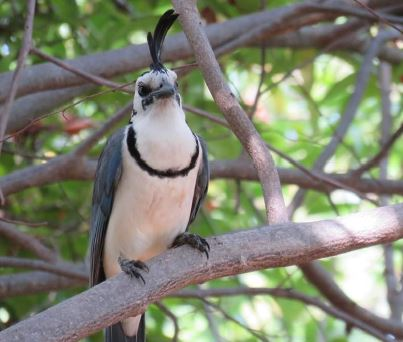
Urraca de cara blanca

En la isla se pueden encontrar ejemplares de aves, mamíferos pequeños y reptiles que resaltan el valor biológico del lugar, tales como urracas de cara blanca (Calocitta formosa), águilas pescadoras (Pandion haliaetus), fragatas (Fregata magnificens), coatíes (Nasua narica), mapaches (Procyon lotor), iguanas negras (Ctenosaura pectinata) y culebras mazacuatas (Boa constrictor) entre otras.  Se han identificado 41 especies de aves, 7 de mamíferos, 10 de reptiles y 283 especies de invertebrados.
Con respecto al medio marino, la literatura reporta para la región costera del estado de Guerrero la presencia de 25 especies del filo Porifera (esponjas), 57 del filo Cnidaria (corales y medusas), 51 del filo Mollusca (caracoles y bivalvos), 40 del filo Annelida (poliquetos), 55 del filo Arthropoda (cangrejos, langostas, copépodos), 15 del filo Equinodermata (erizos y estrellas de mar) y 136 de filo Chordata con 1 ascidia, 126 de peces óseos (clase Osteichtyes) y 9 de peces cartilaginosos (clase Chondrichtyes)
El total de especies reportadas para la zona terrestre y marina de la isla de La Roqueta es de 713, lo cual coloca a la isla y a su ambiente marino inmediato en el sexto lugar a nivel nacional en cuanto a biodiversidad insular se refiere.  Del total de especies reportadas para la zona de proyecto 28 están protegidas por normas oficiales mexicanas, 22 por el listado rojo de la IUCN y 24 por la CITES. (Ver INVENTARIOS)

### Contribución en la lucha contra el Cambio Climático

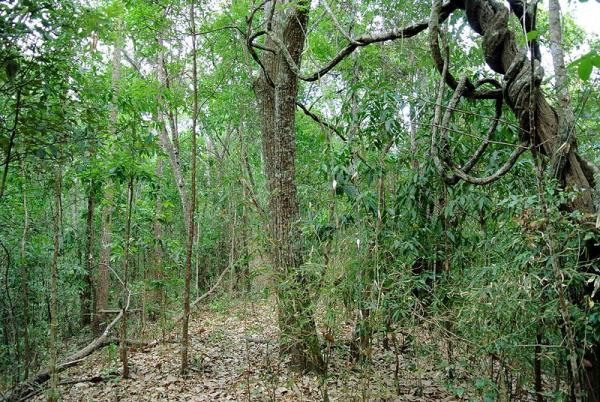
Selva tropical seca - Combate al cambio climático

La isla de La Roqueta cuenta con una cobertura vegetal con un estimado de 43-60-90 hectáreas de superficie, siendo que sistemas similares de selva tropical seca en la República Mexicana almacenan carbono -por concepto de biomasa lignocelulósica en troncos, ramas, raíces y suelo- en un promedio de 139 ton/ha, mientras que la tasa de captura es de aproximadamente 72 ton/ha/año, por lo que la cantidad de carbono almacenado en la Roqueta es del orden de las 6,062 ton. mientras que la capacidad de captura por año es de 3,140 ton.  Tomando esta última cifra como insumo del proceso de fotosíntesis se estima que la producción de oxígeno de la isla es por consecuencia de 8,384 tons/año.

## Historia

### Arqueología

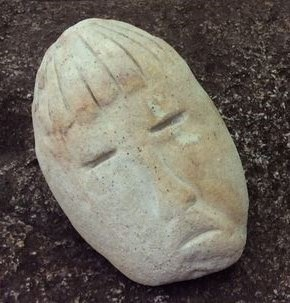
El Príncipe (olmeca)

En exploraciones llevadas a cabo por el Instituto Nacional de Antropología e Historia (INAH) desde noviembre del 2017 han sido encontradas en la isla restos de las culturas Olmeca (900 AC) y Tolteca (800 DC) además de restos de cerámica de la época de la Colonia (siglos XVI a XIX), lo que muestra a la Roqueta como un sitio que era codiciado por su ubicación como una atalaya natural que permitía vigilar las embarcaciones que venían tanto del norte como del sur de la costa del Pacífico. A la fecha han sido identificados y certificados por el INAH siete sitios arqueológicos y uno paleontológico, lo cual no es de extrañar pues de acuerdo a comentarios de los arqueólogos que han visitado el lugar, las islas son representaciones del universo conocido mientras que el mar representa lo desconocido; en este sistema de creencias las partes altas son lugares de culto y de acercamiento a las deidades que ellos adoraban.

### La era de los naturalistas

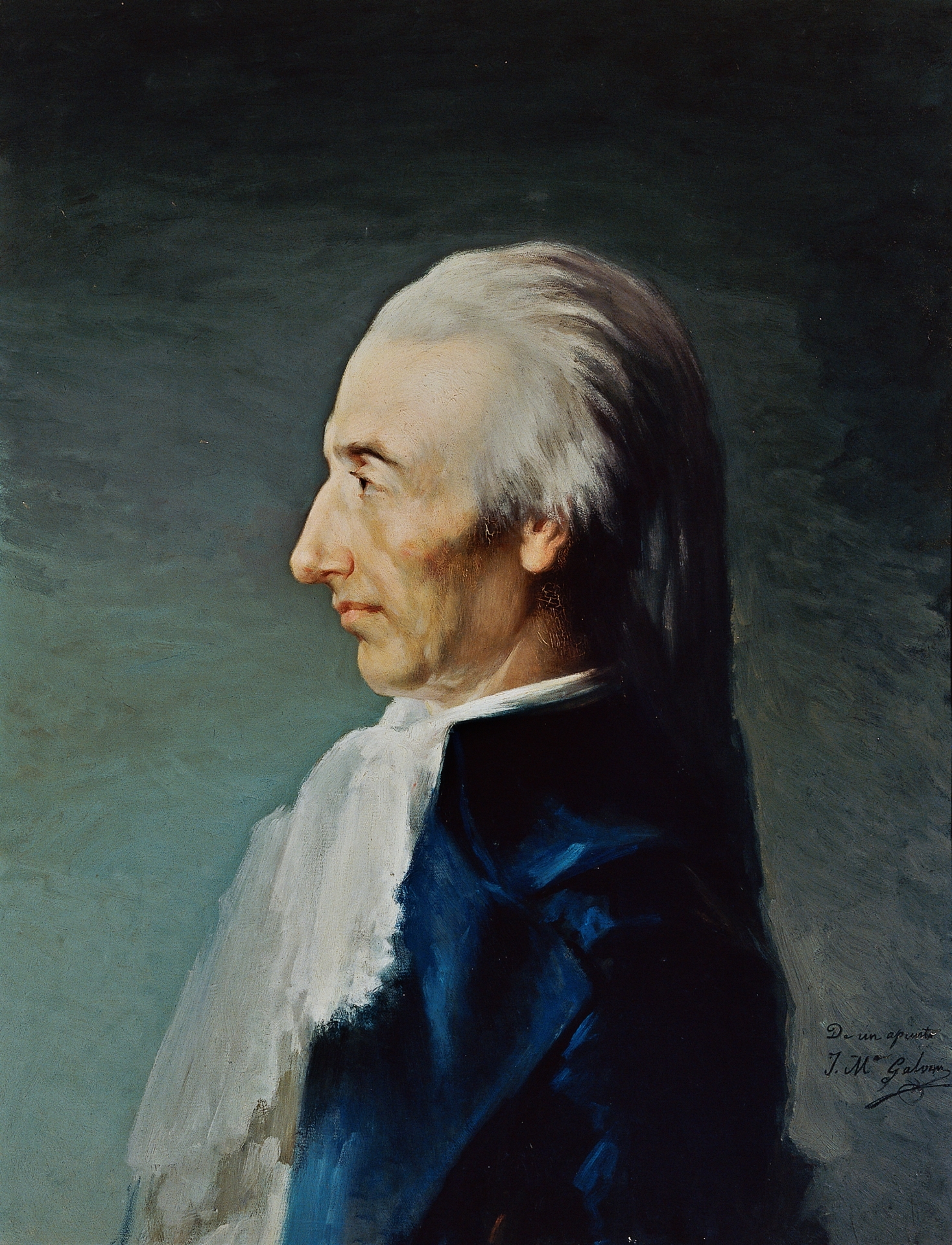
El naturalista Alejandro Malaspina

A finales del siglo XVIII surgió la necesidad de conocer los inventarios de recursos naturales y humanos que existían en los inmensos territorios colonizados en siglos anteriores, por lo que hubo un período en que grandes expedicionarios se embarcaron para cumplir esta encomienda que generó cantidades ingentes de información para la administración de estas riquezas y para el conocimiento biológico, geológico, geográfico y social de las generaciones venideras. Por Acapulco y la isla de La Roqueta pasaron dos de los más notables en varios siglos de exploración.
El primero de ellos fue Alejandro Malaspina, quien comandando el llamado "Viaje científico y político alrededor del mundo" arribó a Acapulco en abril de 1791 después de haber viajado por centro y Sudamérica y haber tocado los puertos de Montevideo, Valparaíso, Santiago de Chile, El Callao, Guayaquil y Panamá. 
Entre los ricos materiales recolectados por la Expedición Malaspina se cuentan más de ochocientos dibujos, de los que 270 correspondían a plantas y 250 a animales, sobre todo a aves y peces. Finalmente en lo que se podría llamar el inventario total de los animales descritos se tiene que fueron 357 especies de aves, 124 peces, 36 mamíferos y 21  anfibios y reptiles 
A su regreso a España Malaspina presentó un informe confidencial con observaciones críticas de carácter político acerca de las instituciones coloniales españolas y favorable a la concesión de una amplia autonomía a las colonias americanas y del Pacífico, lo que le valió que fuera acusado por Manuel Godoy de revolucionario y conspirador y condenado a diez años de prisión en el castillo de San Antón de La Coruña.
El segundo fue Alejandro Von Humboldt, naturalista de origen alemán que durante una semana del mes de marzo visitó esta parte de la costa del Pacífico. En compañía del botánico Bonpland recolectó ejemplares y reconoció en sus escritos la abundante biodiversidad de las lagunas cercanas Acapulco.

### Guerra de Independencia

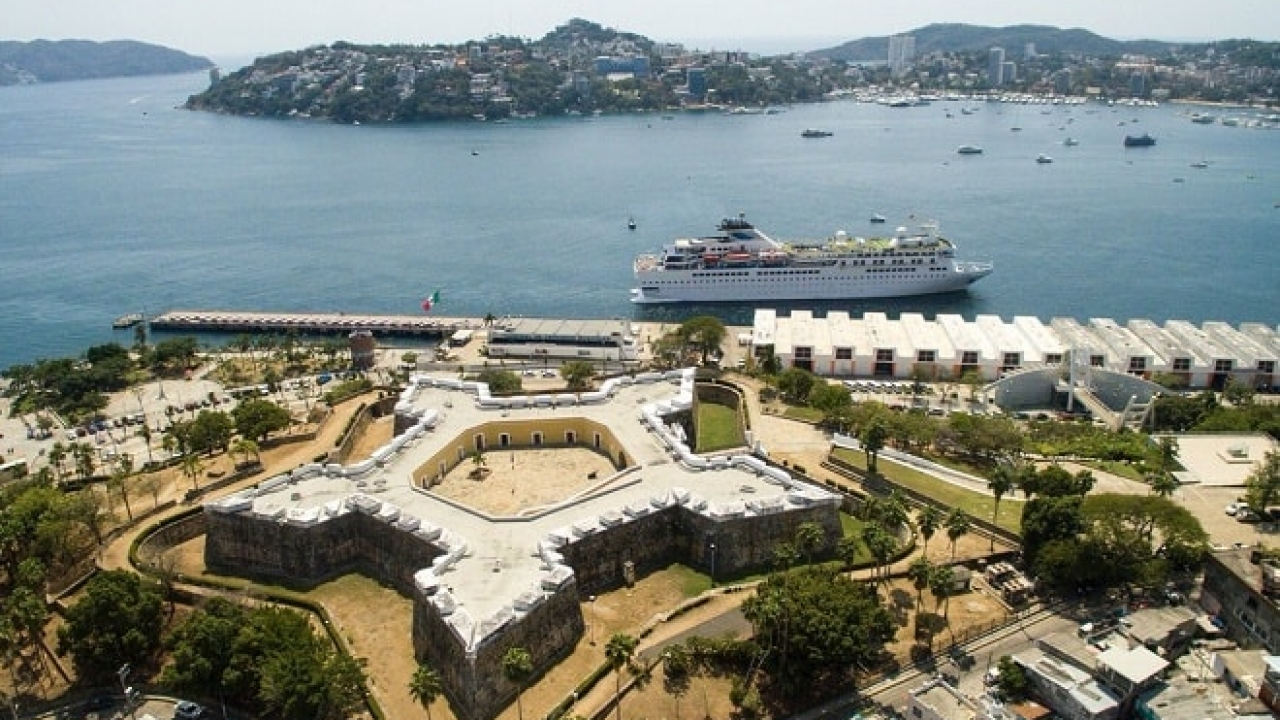
Fuerte de San Diego-panorámica

En 1813 ocurrió en la isla un evento que cambió el rumbo de la Guerra de Independencia en el sur del país y que mostró el grado de decisión que animaba a los insurgentes para lograr liberarse del yugo español. El fuerte de San Diego permanecía sin tomar después de más de dos meses de sitio y el general José María Morelos desesperaba por la importancia que representaba la plaza por ser fuente importante de suministros por mar para el ejército español. Habiendo advertido que un barco de abastecimiento del fuerte que venía de San Blas hacía escala primero en la isla de La Roqueta para descargar suministros y personal, decidieron tomar esta ubicación para romper la línea de abastecimiento y apoderarse de la embarcación de transporte para su servicio. La madrugada del 9 de junio de 1813 un grupo conformado por más de 80 hombres cruzó el obscuro canal de Bocachica para lanzar un ataque anfibio que tomó por sorpresa a los 50 hombres de guardia que tenían su campamento en un extremo de la playa. Fue tal la confusión en la obscuridad que después de una breve refriega la mayor parte de la guardia se rindió y solo una quinta parte de los soldados pudieron huir en dos lanchas cañoneras y en 3 de las 14 canoas que se tenían en la playa para el servicio del fuerte, además de una goleta armada que estaba fondeada frente al islote de La Yerbabuena, la cual también cayó en manos de los insurgentes.
Aun cuando no pudieron impedir el paso del bergantín San Carlos que llegó de San Blas un mes después para reabastecer a los realistas, el fuerte de San Diego se rindió el 20 de agosto del mismo año, probablemente debido a la falta de leña y agua que eran llevadas desde la isla al fuerte, dado que en este último por estar bajo sitio no se podía dejar la fortaleza para hacerse de estos recursos.

### Lucha ambientalista
La historia de la isla de La Roqueta está plagada de episodios de gran interés público debido a la atención que prestan los acapulqueños a este sitio que consideran parte de su valioso patrimonio natural. Sin embargo, a lo largo de los años se han llevado a cabo varios intentos de acabar con la condición de sitio de naturaleza para dar paso a "desarrollos" en el sentido constructivo tradicional, los que ahora quedan fuera del gusto del turista que gusta de atractivos ecológicos y de convivencia con medios naturales no impactados. En estas luchas contra los intereses privatizadores alrededor de la Roqueta ha sido de indudable valor la participación de la ciudadanía porteña, en especial de los grupos de ambientalistas, que se han empeñado en proteger este bastión natural de nuestro país. Entre ellos se distingue -y se agradece- las actividades de la Asociación Pro Defensa y Conservación de la Isla de la Roqueta A.C., Guerreros Verdes A.C. y Protección Subacuática A.C. todas ellas decanas del movimiento ecologista en el puerto de Acapulco y en México.
Calypso 2000 (1999) 
El proyecto se basaba en la construcción de un restaurante y delfinario en el área en que se encuentra la playa de Palmitas, hacia el poniente de la isla, incluyendo muelles anclados sobre una zona de arrecifes rocosos y el cierre de varios espacios públicos en beneficio de la empresa, la cual, al igual que muchas otras, se presentó con banderas "verdes" de propuestas ecológicas para después construir reduciendo las zonas de selva.  El proyecto fue presentado por un grupo de empresarios locales durante la administración de XXX y fue dado de baja al comprobarse que.... 
La Roqueta Eco Park/ Aca Extremo (2005)
El proyecto fue presentado inicialmente como un sistema de tirolesas que ofrecían al turista de deportes extremos dar la vuelta alrededor de la isla sin producir grandes impactos; incluía unas áreas mínimas de cafetería y de atención a clientes. Sin embargo con el tiempo se descubrió que el proyecto incluía la construcción de un delfinario, paredes para rapel, seis cabañas, cafetería-bar, una tienda y otras piezas de infraestructura que harían desaparecer la capa de vegetación de la isla para dar paso a un desarrollo convencional basado en estructuras de concreto. El proyecto era impulsado por inversionistas foráneos apoyados por un recurso económico a fondo perdido de la secretaría de economía del Gobierno del Estado y fue dado de baja al negar el municipio la licencia de construcción del mismo (Acuerdo de baja del proyecto)

### Proyecto de área natural protegida
Debido a su gran valor como patrimonio cultural y natural un grupo de ciudadanos comprometidos con la lucha ambiental abordó el proyecto de declarar a la isla de La Roqueta y su zona adyacente como un área natural protegida de ámbito federal. Como antecedentes se tenían ya varios intentos de cumplir con este importante cometido.
El primero fue un Acuerdo publicado en el Diario Oficial de la Federación en noviembre de1981, en el que por propuesta del expresidente José López Portillo se logró que la isla quedara bajo la administración directa y vigilancia de la Secretaría de Marina (SEMAR).
En noviembre de 1982 en el mismo medio se publicó otro Acuerdo en el que la Secretaría de Turismo (SECTUR) sería la encargada del desarrollo turístico de la isla, siempre bajo estrictos criterios de respeto a los valores ecológicos de la misma. Se completó la propuesta con la constitución de un Comité Mixto de Desarrollo Insular en el cual participan los tres niveles de gobierno y una representación ciudadana con perfil conservacionista para asegurarse de que el esquema de gobernanza fuera equilibrado y conservar su continuidad a lo largo de las diferentes administraciones federales.
En el año 1997 el gobierno del estado contrató una consultoría ambiental para preparar el Estudio Previo Justificativo para iniciar el trámite de declaratoria como área natural protegida ante la Comisión Nacional de Áreas Naturales Protegidas (CONANP), sin embargo el documento fue rechazado por presentar inconsistencias y faltantes importantes de información.
En el año 2014 se elaboró una propuesta de Plan de Manejo financiado por la SECTUR, el cual se completó y está listo para ser actualizado y ejecutado en cuanto se lleve a cabo la declaratoria de área natural. 
De manera paralela en el mismo año se comenzó a elaborar un Estudio Previo Justificativo por parte de la Asociación Pro Defensa y Conservación de la Isla de La Roqueta A.C como una aportación ciudadana de una organización que siempre ha defendido la conservación de este lugar natural. El estudio fue elaborado a lo largo de los 3 años siguientes y mostró que a pesar de que la superficie propuesta para protección sea aparentemente pequeña comparada contra lo que se observa en otras áreas naturales, su nivel de biodiversidad, los servicios ambientales que proporciona, los objetos naturales y culturales de conservación que ahí se encuentran son de gran importancia por su representatividad regional, además de que la isla de manera natural forma parte de un corredor biológico que cubre una buena parte de la franja costera del Pacífico Este Tropical involucrando países con costa desde México hasta Perú, lo cual sitúa la relevancia de este proyecto de conservación a un nivel mundial.

### La isla como escenografía natural
En la isla y en el canal de Bocachica se han filmado multitud de películas y comerciales aprovechando la belleza de sus escenarios naturales, desfilando por sus playas los personajes más famosos de su época. Entre las más notables se encuentran las siguientes con sus respectivos repartos:

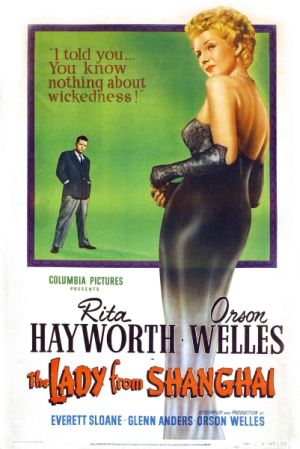
La dama de Shanghái -cine negro de Orson Welles

La Dama de Shangai (1947).  Orson Welles, Rita Hayworth, Everett Sloane, Glenn Anders, Ted de Corsia, Erskine Sanford, Gus Schilling, Carl Frank, Louis Merrill, Evelyn Ellis, Harry Shannon
Simbad el mareado (1950).  Germán Valdés 'Tin Tan', Thelma Ferriño, Marcelo Chávez, Jacqueline Evans, Famie Kaufman, Juan García, Jorge Reyes, Wolf Ruvinskis, Ramón Valdés, José René Ruiz 'Tun Tun', Arturo 'Bigotón' Castro, Raúl Guerrero, Polo Villa, Ismael Larumbe, Guillermina Téllez Girón, Lupe Llaca 
El Inocente (1956). Pedro Infante, Silvia Pinal, Sara García, Óscar Ortiz de Pinedo, Armando Sáenz, Félix González, Maruja Grifell
Tintanson Crusoe (1965).  Germán Valdés 'Tin Tan', Elvira Quintana, Lorena Velázquez, Manuel 'Loco' Valdés, Ramón Valdés, Agustín Isunza, Marcelo Chávez, Ethel Carrillo, Famie Kaufman, Arturo 'Bigotón' Castro, Hugo Muñoz de Baratta, Antonio Valdés, Víctor Velázquez, José Dupeyrón, Jorge Zamora 'Zamorita', Mario Zebadúa 'Colocho', José Luis Caro, Carlos Suárez 
El Capitán Mantarraya (1969).  Germán Valdés "Tin Tan", Manuel "Loco" Valdés, Ivonne Govea, Ramón Valdés, Chano Urueta, Rosalía Julián, Gerardo Zepeda, Jorge Zamora "Zamorita", Mario Zebadúa 
Sabor a mi (1988)   José José, Angélica Aragón, Jorge Ortiz de Pinedo, Carmen Salinas, Gustavo Rojo, Eugenia Avendaño, Miguel Ángel Ferriz, Rafael Amador, Bárbara Gil, Mónica Prado, Merle Uribe, Carlos Suárez, Juan Gallardo, Pablo Ferrel, Antonio Raxel

## Atractivos

### La Virgen de los mares

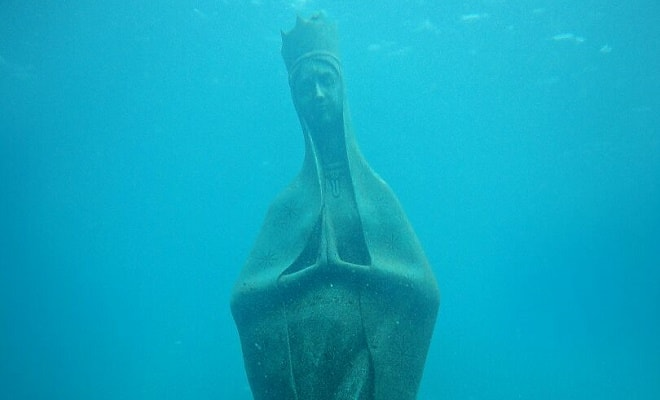
Virgen sumergida en La Yerbabuena - La Guadalupana

En el cercano islote de La Yerbabuena se encuentra sumergida la Virgen de los Mares, de gran atractivo religioso y estético para turistas y visitantes. La estatua hecha de bronce es una representación estilizada de la Virgen de Guadalupe, la cual se moldeó con una figura muy esbelta para no oponer resistencia al oleaje, obra del escultor Armando Quezada bajo la dirección del arquitecto Héctor Mestre y los auspicios de Amelia Sodi Pallares.

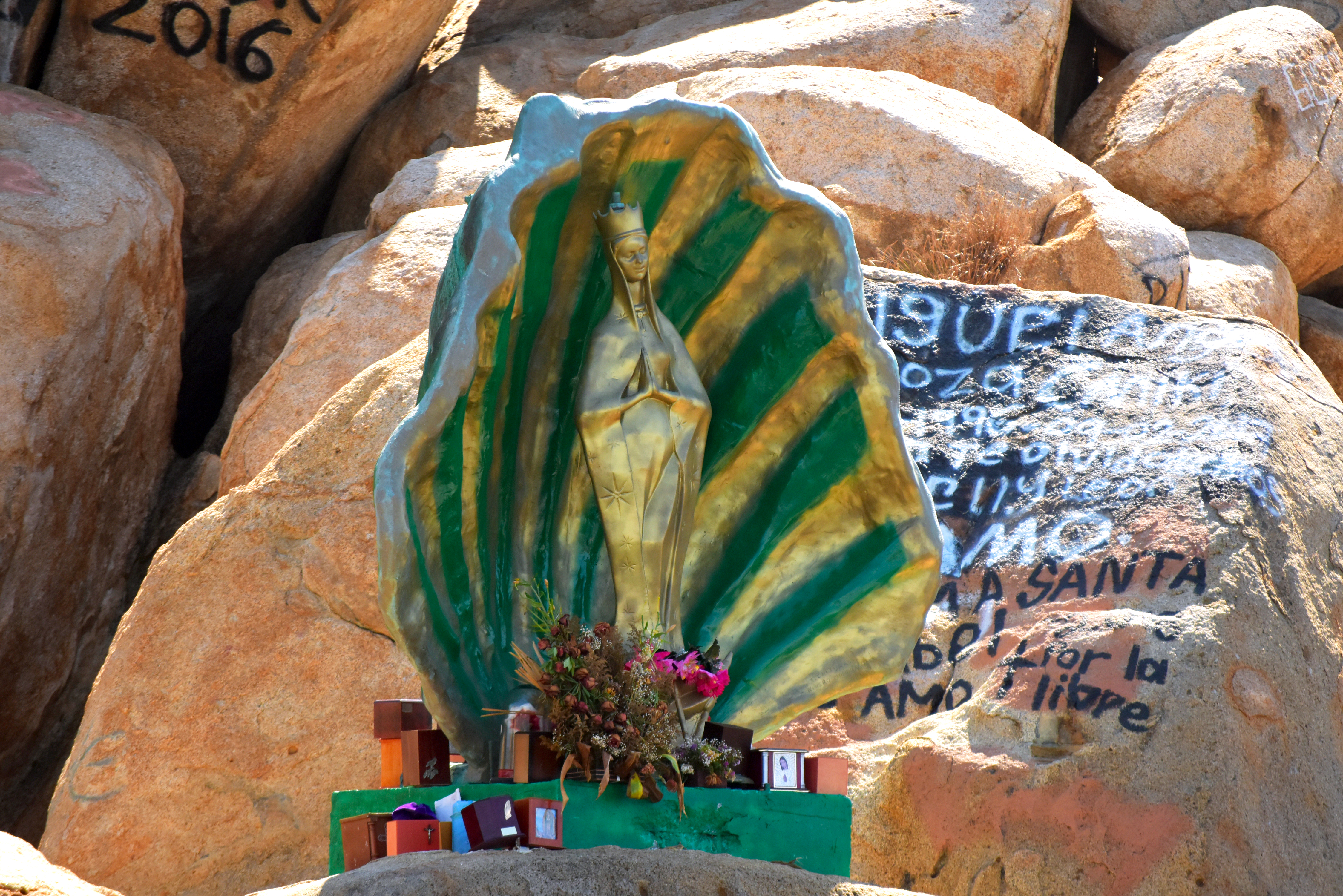
Virgen de los Mares, en la Isla de la roqueta en el año 2021.

Fue sumergida en 1959 en la cara poniente del islote de La Yerbabuena por un grupo de buzos entre los que se encontraban Hilario Martínez "Perro Largo", Alfonso y Reginaldo Arnold, Héctor Mestre, Enrique Conti, Mario Cano... Siendo desde entonces uno de los grandes atractivos para hacer una excursión en una lancha de fondo de cristal y conocer el fondo marino.
En el año 2002 el buzo Mario Treviño, el sacerdote Juan Carlos Rivas, XXXX y un grupo de ciudadanos entusiastas hicieron una réplica de la virgen para substituir la que había estado bajo el agua por casi 50 años y que acusaba un gran deterioro por la corrosión marina.  Esta nueva estatura fue bendecida por el papa Juan Pablo II en uno de sus viajes a México y después de hacer un viaje de peregrinación por el estado fue colocada en su nuevo sitio marino (video)  por los buzos Mario Treviño, Mario Murrieta, Beto "Delfín" Fares, Efrén García, Ernesto García, XXXXX, mientras que a la estatua antigua ya reparada se le agregó un respaldo con forma de concha venera y fue colocada en las rocas del islote de La Yerbabuena, muy cerca de la nueva figura de la virgen.
Miles de turistas le visitan al año durante los períodos vacacionales y los fines de semana, siendo un atractivo muy popular en la zona conocida como el  Acapulco Tradicional; en la noche del día 11 de diciembre hasta la tarde del 12 se lleva a cabo una celebración a la Guadalapana sumergida en donde los buzos y pescadores le rinden culto a la que consideran la patrona de los mares con peregrinaciones en embarcaciones, oraciones y cantando las tradicionales Mañanitas.

### El Faro

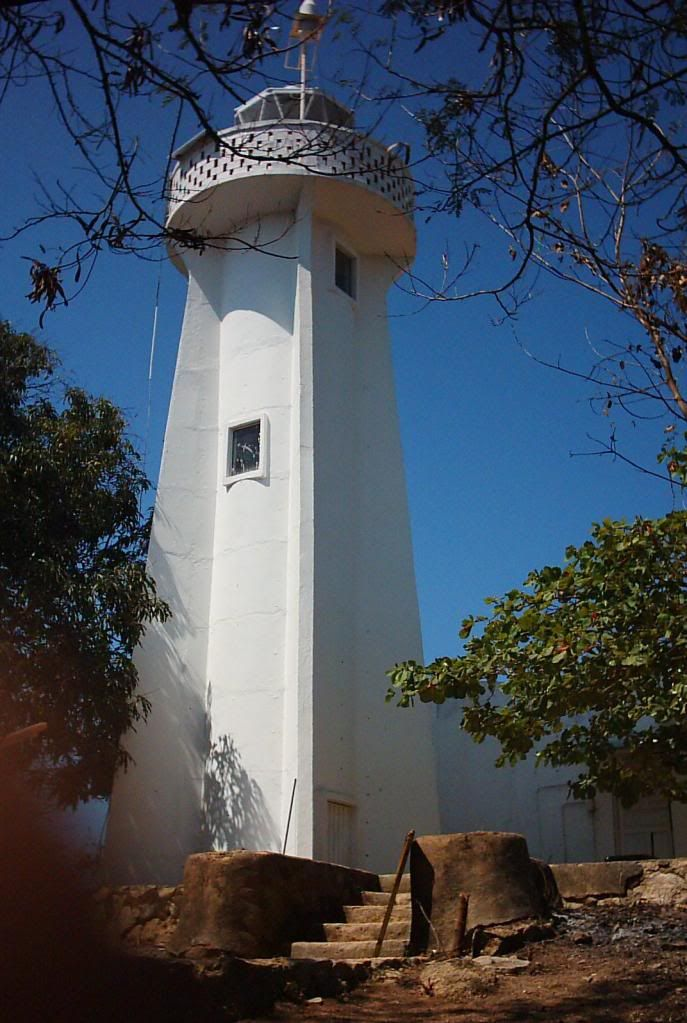
Faro de La Roqueta -una visita obligada

En el punto más alto de la isla a un altura de 115 m hay un faro que es obligado visitar. Desde ahí se ofrece una vista extraordinaria de la Bahía de Acapulco y de la vegetación selvática de la isla, además de panorámicas de la laguna de Tres Palos y de la laguna de Coyuca.  Todo esto, claro, después de una caminata sana por un ambiente rodeado de un domo vegetal que amortigua el calor del sol.  Se recomienda llevar agua en un recipiente no desechable. 

### Senderismo

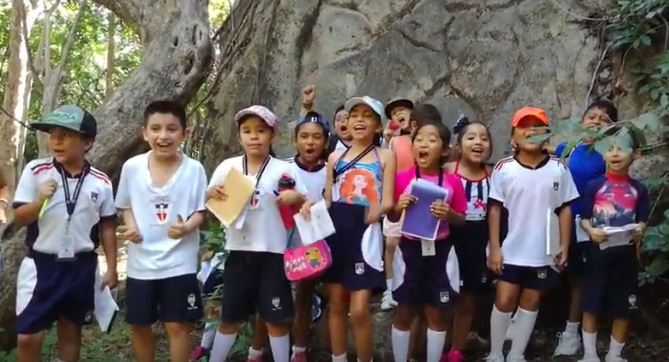
Recorrido temático en la selva de La Roqueta- experiencia divertida e instructiva

Una de las actividades más atractivas de la isla es la práctica del senderismo por el sistema de andadores que tiene el lugar, los cuales suman más de 5 kilómetros de longitud total.  Durante el recorrido se pueden observar las especies vegetales que cubren el lugar y que cambian de acuerdo a la estación del año, pudiéndose identificar una estación de lluvias con una exuberante cubierta de follaje tropical y una época de secas, en la que la selva se prepara en sus fases de floración y fructificación a la espera de las lluvias del año con ejemplares con formas por demás extrañas y de colores brillantes.  El escenario es complementado con la aparición de pequeñas especies como tejones, iguanas o armadillos, los cuales para poder ser observados se debe caminar haciendo el menor ruido posible durante las primeras horas de la mañana.  El ave predominante en estos recorridos es la urraca copetona, la cual sigue los grupos de visita haciendo ruidos estridentes para avisar a otros de su especie la aparición de un extraño en la foresta.  Existen varias parejas de águilas pescadoras cerca de la franja costera y colonias de fragatas, pelícanos, charranes y otras aves acuáticas que completan la comunicación mar-tierra de esta magnífica muestra de la biodiversidad local del estado.  Se solicita no molestar a la fauna, no extraer ejemplares de plantas y por supuesto no tirar basura de ningún tipo durante el recorrido.

### Museo de sitio

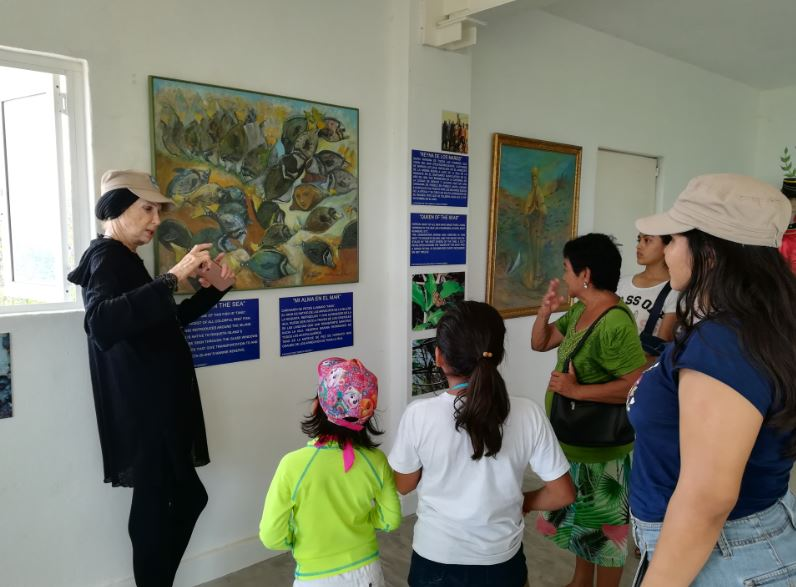
Museo de La Roqueta- historia, arqueología, biodiversidad

Justo al lado del faro se encuentra un museo de sitio construido sobre la antigua casa del farero.  Es un proyecto colaborativo en el cual se exhiben colecciones de la biodiversidad terrestre y marina de la isla, de la historia del ataque anfibio durante la Guerra de Independencia, restos arqueológicos de las culturas olmeca y tolteca además de fotografías de películas que han sido rodadas en la isla o en el canal de Bocahica.
Se reciben grupos escolares y de turistas para actividades de sederismo o recorridos con temas de los programas de estudio oficiales, los cuales se vuelven experiencias divertidas y son de gran ayuda a los maestros y alumnos para cubrir conceptos de biodiversidad, calentamiento global, contaminación con plásticos y consumo responsable entre otros. Si se invita también a padres de familia se convierte en una actividad de convivencia familiar que ayuda a restaurar y fortalecer el tejido social (informes)

### Sol y playa

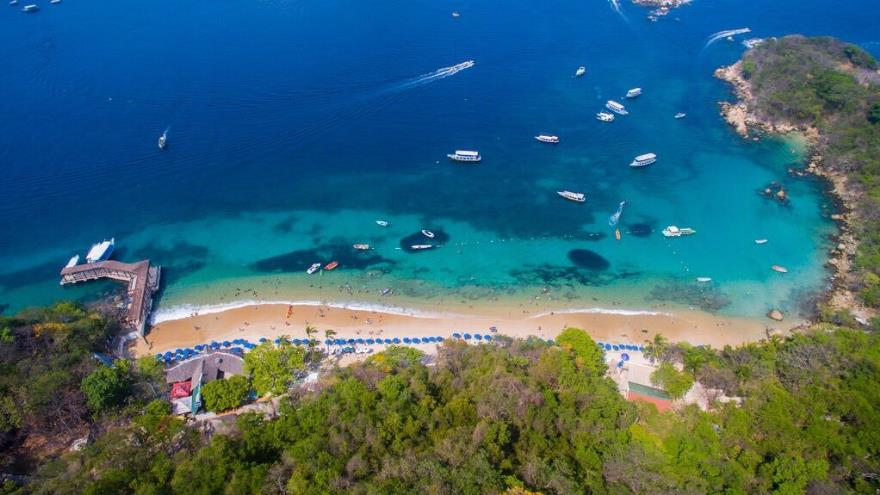
Playa principal de La Roqueta -arena suave y olas tranquilas

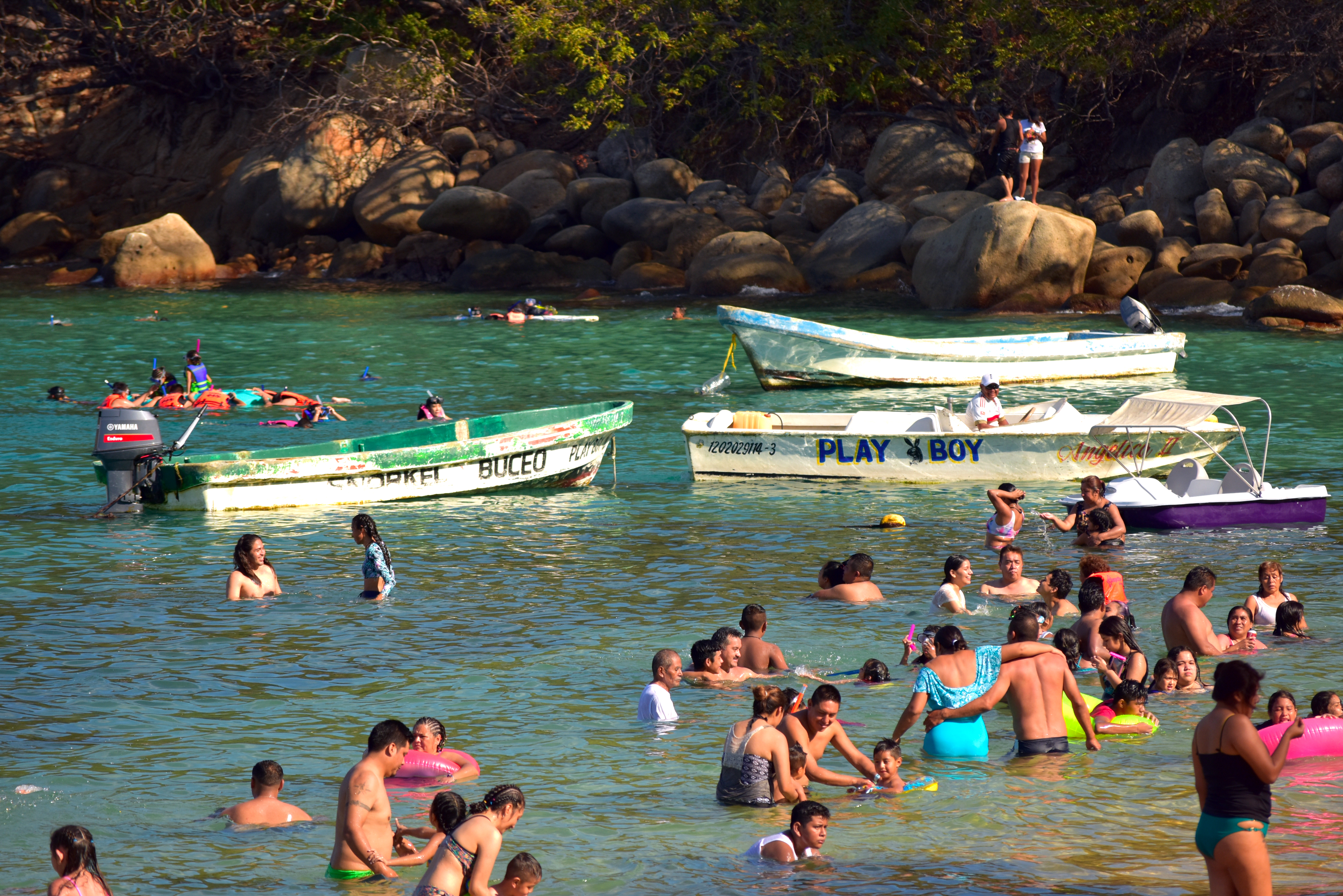
Vista a la zona rocosa de la bahía "La Roqueta" en el año 2021.

La Roqueta cuenta con 4 playas de las cuales la principal es una de las más populares de todo el destino turístico.  Es una playa de arena fina de 200 metros de largo, protegida de mar abierto y con oleaje muy ligero que es la primera que recibe al turista cuando arriba a la isla mediante el uso de un muelle que es propiedad de la SCT.  En ella hay dos restaurantes estilo costeño y uno con instalaciones improvisadas que dan servicio de alimentos y bebidas preparadas; hay también servicios de deportes acuáticos como buceo con snorkel, kayaks marinos, paseo en banana y motos acuáticas con condiciones de seguridad regulares. Hacia el poniente hay otro restaurante más de estilo polinesio con una pequeña playa con servicio de buceo snorkel.  Hay otra playa más en el extremo poniente llamada Palmitas a la que se llega después de una caminata de 10 mins desde la playa principal y en la cual se han grabado películas y comerciales debido a su bello aspecto y a lo exótica y distante que parece de la civilización.  Una playa muy pequeña denominada La Marina se encuentra hacia el oriente de la isla y da a mar abierto, por lo que en la temporada de verano casi no tiene arena y el oleaje puede ser peligroso.  Se solicita que en la visita a estas playas no se lleve envases de vidrio, unicel ni plástico y que por supuesto no se deje ningún tipo de basura. No se permiten mascotas.

### Lanchas de fondo de cristal

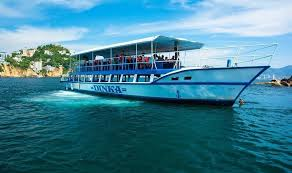
Embarcación de fondo de cristal- el mundo submarino

Además de ser el medio casi único para transportarse a La Roqueta, estas embarcaciones cuentan con unas mirillas en el fondo cubiertas con gruesos cristales que permiten ir contemplando el lecho marino mientras se viaja hacia la isla.  Es uno de los grandes atractivos de esta zona pues permite al turista conocer las maravillas del mundo submarino y observar varias especies de peces, estrellas de mar y erizos, los cuales son mostrados a los pasajeros junto con una explicación jocosa para hacer pasar al visitante una experiencia agradable en lo que llega a la isla, aun cuando esto se considera como una práctica dañina para la fauna marina y que por tanto se está buscando erradicar.
Estas lanchas tienen varios puntos de salida, siendo el más cercano el muelle de Caleta y Caletilla, otro en el Paseo del Pescador, otro más en el Malecón y el último en el Parque de La Reina.

## Véase también

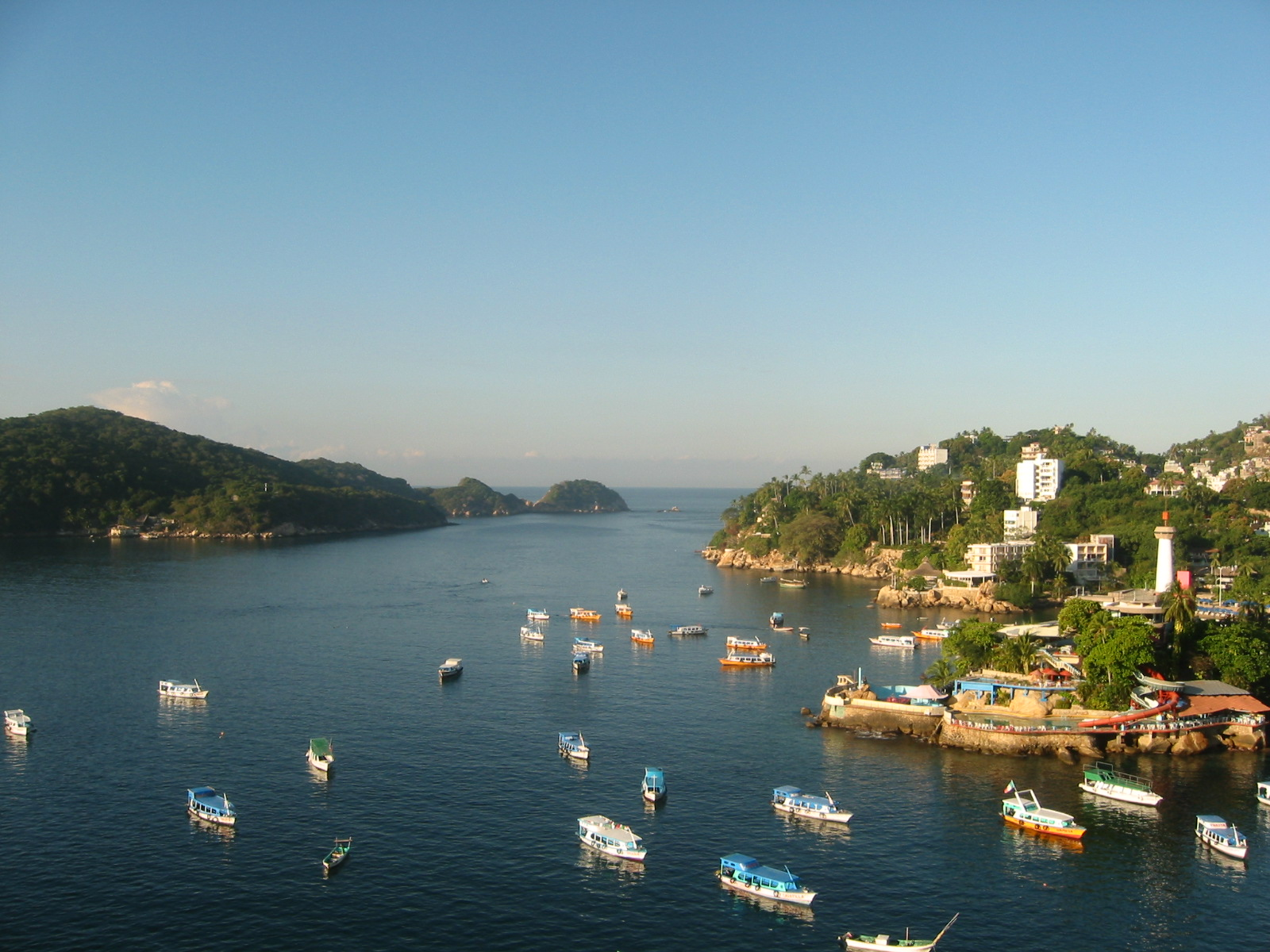
El canal de Boca Chica y la isla de la Roqueta a la izquierda.